# Pýrgos (Sámos)
Pour les articles homonymes, voir Pyrgos.
Pýrgos, en grec moderne : Πύργος, est un village du dème de Sámos-Est, sur l'île de Sámos, en  Grèce.
Selon le recensement de 2011, la population du village compte 419 habitants.